# Lijst van administratieve eenheden in Bắc Giang
Deze lijst bevat een overzicht van administratieve eenheden in Bắc Giang (Vietnam).
De provincie Bắc Giang kent in totaal negen districten. De hoofdplaats van de provincie is de stad Bắc Giang. De stad staat op hetzelfde niveau als de negen districten.

## Stad

### Bắc Giang
De stad Bắc Giang bestaat uit zeven phường en acht xã's.
- Phường Trần Phú
- Phường Ngô Quyền
- Phường Lê Lợi
- Phường Hoàng Văn Thụ
- Phường Mỹ Độ
- Phường Trần Nguyên Hãn
- Phường Thọ Xương
- Xã Dĩnh Kế
- Xã Xương Giang
- Xã Đa Mai
- Xã Song Mai
- Xã Tân Mỹ
- Xã Song Khê
- Xã Đồng Sơn
- Xã Dĩnh Trì
- Xã Tân Tiến

## Districten
De provincie Bắc Giang bestaat naast de stad Bắc Giang nog uit een negental districten.

### Hiệp Hoà
Hiệp Hoà is een district in Bắc Giang. De oppervlakte bedraagt 201,08 km² en heeft ruim 210.000 inwoners. Hiệp Hoà bestaat uit een thị trấn en 25 xã's.
- Thị trấn Thắng
- Xã Bắc Lý
- Xã Châu Minh
- Xã Đại Thành
- Xã Danh Thắng
- Xã Đoan Bái
- Xã Đông Lỗ
- Xã Đồng Tân
- Xã Đức Thắng
- Xã Hòa Sơn
- Xã Hoàng An
- Xã Hoàng Lương
- Xã Hoàng Thanh
- Xã Hoàng Vân
- Xã Hợp Thịnh
- Xã Hùng Sơn
- Xã Hương Lâm
- Xã Lương Phong
- Xã Mai Đình
- Xã Mai Trung
- Xã Ngọc Sơn
- Xã Quang Minh
- Xã Thái Sơn
- Xã Thanh Vân
- Xã Thường Thắng
- Xã Xuân Cẩm

### Lạng Giang
Lạng Giang is een district in Bắc Giang. De oppervlakte bedraagt 246,06 km² en heeft ruim 197.000 inwoners. Lạng Giang bestaat uit twee thị trấns en 21 xã's.
- Thị trấn Vôi
- Thị trấn Kép
- Xã Thái Đào
- Xã Đại Lâm
- Xã Tân Dĩnh
- Xã Xương Lâm
- Xã Tân Hưng
- Xã Hương Sơn
- Xã Xuân Hương
- Xã Mỹ Thái
- Xã Phi Mô
- Xã Tân Thanh
- Xã Mỹ Hà
- Xã Tiên Lục
- Xã Đào Mỹ
- Xã An Hà
- Xã Tân Thịnh
- Xã Hương Lạc
- Xã Nghĩa Hưng
- Xã Nghĩa Hòa
- Xã Quang Thịnh
- Xã Dương Đức
- Xã Yên Mỹ

### Lục Nam
Lục Nam is een district in Bắc Giang. De oppervlakte bedraagt 596,9 km² en heeft ruim 202.000 inwoners. Lục Nam bestaat uit twee thị trấns en 24 xã's.
- Thị trấn Đồi Ngô
- Thị trấn Lục Nam
- Xã Lục Sơn
- Xã Bình Sơn
- Xã Trường Sơn
- Xã Vô Tranh
- Xã Trường Giang
- Xã Nghĩa Phương
- Xã Huyền Sơn
- Xã Bắc Lũng
- Xã Cẩm Lý
- Xã Vũ Xá
- Xã Đan Hội
- Xã Yên Sơn
- Xã Lan Mẫu
- Xã Phương Sơn
- Xã Thanh Lâm
- Xã Chu Điện
- Xã Bảo Đài
- Xã Bảo Sơn
- Xã Tam Dị
- Xã Đông Phú
- Xã Đông Hưng
- Xã Tiên Hưng
- Xã Tiên Nha
- Xã Khám Lạng

### Lục Ngạn
Lục Ngạn is een district in Bắc Giang. De oppervlakte bedraagt 1010,24 km² en heeft ruim 195.000 inwoners. Lục Ngạn bestaat uit een thị trấn en 29 xã's.
- Thị trấn Chũ
- Xã Biển Động
- Xã Biên Sơn
- Xã Cấm Sơn
- Xã Đèo Gia
- Xã Đồng Cốc
- Xã Giáp Sơn
- Xã Hộ Đáp
- Xã Hồng Giang
- Xã Kiên Lao
- Xã Kiên Thành
- Xã Kim Sơn
- Xã Mỹ An
- Xã Nam Dương
- Xã Nghĩa Hồ
- Xã Phì Điền
- Xã Phong Minh
- Xã Phong Vân
- Xã Phú Nhuận
- Xã Phượng Sơn
- Xã Quý Sơn
- Xã Sa Lý
- Xã Sơn Hải
- Xã Tân Hoa
- Xã Tân Lập
- Xã Tân Mộc
- Xã Tân Quang
- Xã Tân Sơn
- Xã Thanh Hải
- Xã Trù Hựu

### Sơn Động
Sơn Động is een district in Bắc Giang. De oppervlakte bedraagt 845.77 km² en heeft ruim 72.000 inwoners. Sơn Động bestaat uit twee thị trấns en 21 xã's.
- Thị trấn An Châu
- Thị trấn Thanh Sơn
- Xã An Bá
- Xã An Châu
- Xã An Lạc
- Xã An Lập
- Xã Bồng Am
- Xã Cẩm Đàn
- Xã Chiên Sơn
- Xã Dương Hưu
- Xã Giáo Liêm
- Xã Hữu Sản
- Xã Lệ Viễn
- Xã Long Sơn
- Xã Phúc Thắng
- Xã Quế Sơn
- Xã Thạch Sơn
- Xã Thanh Luận
- Xã Tuấn Đạo
- Xã Tuấn Mậu
- Xã Vân Sơn
- Xã Vĩnh Khương
- Xã Yên Định

### Tân Yên
Tân Yên is een district in Bắc Giang. De oppervlakte bedraagt 203,74 km² en heeft ruim 161.000 inwoners. Tân Yên bestaat uit twee thị trấns en 22 xã's.
- Thị trấn Cao Thượng
- Thị trấn Nhã Nam
- Xã An Dương
- Xã Cao Thượng
- Xã Cao Xá
- Xã Đại Hóa
- Xã Hợp Đức
- Xã Lam Cốt
- Xã Lan Giới
- Xã Liên Chung
- Xã Liên Sơn
- Xã Ngọc Châu
- Xã Ngọc Lý
- Xã Ngọc Thiện
- Xã Ngọc Vân
- Xã Nhã Nam
- Xã Phúc Hòa
- Xã Phúc Sơn
- Xã Quang Tiến
- Xã Quế Nham
- Xã Song Vân
- Xã Tân Trung
- Xã Việt Lập
- Xã Việt Ngọc

### Việt Yên
Việt Yên is een district in Bắc Giang. De oppervlakte bedraagt 171,35 km² en heeft ruim 156.000 inwoners. Việt Yên bestaat uit twee thị trấns en zeventien xã's.
- Thị trấn Bích Động
- Thị trấn Nếnh
- Xã Bích Sơn
- Xã Hoàng Ninh
- Xã Hồng Thái
- Xã Hương Mai
- Xã Minh Đức
- Xã Nghĩa Trung
- Xã Ninh Sơn
- Xã Quang Châu
- Xã Quảng Minh
- Xã Tăng Tiến
- Xã Thượng Lan
- Xã Tiên Sơn
- Xã Trung Sơn
- Xã Tự Lạn
- Xã Vân Hà
- Xã Vân Trung
- Xã Việt Tiến

### Yên Dũng
Yên Dũng is een district in Bắc Giang. De oppervlakte bedraagt 212,9 km² en heeft ruim 164.000 inwoners. Yên Dũng bestaat uit twee thị trấns en negentien xã's.
- Thị trấn Neo
- Thị trấn Tân Dân
- Xã Cảnh Thụy
- Xã Đồng Phúc
- Xã Đồng Việt
- Xã Đức Giang
- Xã Hương Gián
- Xã Lãng Sơn
- Xã Lão Hộ
- Xã Nham Sơn
- Xã Nội Hoàng
- Xã Quỳnh Sơn
- Xã Tân An
- Xã Tân Liễu
- Xã Thắng Cương
- Xã Tiến Dũng
- Xã Tiền Phong
- Xã Trí Yên
- Xã Tư Mại
- Xã Xuân Phú
- Xã Yên Lư

### Yên Thế
Yên Thế is een district in Bắc Giang. De oppervlakte bedraagt 301,26 km² en heeft ruim 96.000 inwoners. Yên Thế bestaat uit twee thị trấns en negentien xã's.
- Thị trấn Bố Hạ
- Thị trấn Cầu Gồ
- Xã An Thượng
- Xã Bố Hạ
- Xã Canh Nậu
- Xã Đồng Hưu
- Xã Đồng Kỳ
- Xã Đồng Lạc
- Xã Đông Sơn
- Xã Đồng Tâm
- Xã Đồng Tiến
- Xã Đồng Vương
- Xã Hồng Kỳ
- Xã Hương Vĩ
- Xã Phồn Xương
- Xã Tam Hiệp
- Xã Tam Tiến
- Xã Tân Hiệp
- Xã Tân Sỏi
- Xã Tiến Thắng
- Xã Xuân Lương